# Mont-l’Évêque
Mont-l’Évêque település Franciaországban, Oise megyében. Lakosainak száma 405 fő (2022. január 1.). Mont-l’Évêque Barbery, Borest, Chamant, Fontaine-Chaalis, Pontarmé, Senlis és Thiers-sur-Thève községekkel határos.

## Népesség
A település népességének változása:
| Lakosok száma | 405  | 410  | 411  | 397  | 391  | 401  | 397  | 395  | 405  |
|               | 2013 | 2015 | 2016 | 2017 | 2018 | 2019 | 2020 | 2021 | 2022 |